# Emil Altschüler
Emil Altschüler (* 21. September 1879 in Speyer; ✡ 9. September 1942 in Haifa, Palästina) war ein deutscher Chirurg.

## Leben
Nach bestandenem Abitur studierte Emil Altschüler Medizin in Heidelberg, Berlin und Straßburg. Nach seiner Promotion im Jahr 1902 in Straßburg war er von 1902 bis 1904 als Assistenzarzt am „Institut für Hygiene und Bakteriologie der Universität Straßburg, Abteilung für Typhusbekämpfung“ tätig. Anschließend absolvierte er eine einjährige Assistenz am Freimaurer-Krankenhaus in Hamburg. Nach seiner Rückkehr nach Straßburg arbeitete Altschüler als Erster Assistent und ab 1907 als Oberarzt an der chirurgischen Klinik der Universität Straßburg. Im Jahr 1909 ließ er sich in Frankfurt am Main nieder. Emil Altschüler nahm wie 85.000 andere deutsche Soldaten jüdischen Glaubens am Ersten Weltkrieg teil. Er war, wie auch sein späterer Chefarzt-Kollege Simon Isaac, in verschiedenen Feldlazaretten tätig und erhielt für seine Verdienste im Sanitätsdienst das Eiserne Kreuz.
Nach dem Ende des Ersten Weltkriegs verlegte Emil Altschüler seine chirurgische Tätigkeit in das Krankenhaus des Vaterländischen Frauenvereins in der Eschenheimer Anlage. Ab 1920 fungierte Emil Altschüler als Chefarzt der chirurgischen Abteilung des Krankenhauses der Israelitischen Gemeinde Frankfurt am Main, das sich in der Gagernstraße 36 im Frankfurter Stadtteil Bornheim befand. 1930 operierte Altschüler den erkrankten Maler Jakob Nussbaum. Aus Dank über die gelungene Operation und als Gegenleistung malte Nussbaum Altschüler in dessen beruflichem Umfeld. Dieses Ölporträt wurde im Jahr 2004 von Emil Altschülers Enkelin, Ruth Butler, geb. Heinsheimer, an die Dr. Senckenbergische Stiftung übergeben.
Emil Altschüler wohnte mit seiner Familie im eigenen, fünfzehn Räume umfassenden  Haus in der Guiollettstraße 55 im Frankfurter Stadtteil Westend. Nach der Machtergreifung der Nationalsozialisten sah sich Emil Altschüler mehrfach Drohungen ausgesetzt. In anonymen Schreiben wurde gedroht, dass „sein Leben in Gefahr sei und seine Tochter Liesel in ein Schulungslager kaeme, falls er nicht seine Praxis aufgebe und Deutschland verlasse“. Aus beruflicher Sicht kam hinzu, dass Blutspenden, die in früheren Zeiten für seine ärztlichen Aufgaben zur Verfügung gestanden hatten, ab 1935 vom Städtischen Krankenhaus verweigert wurden. Infolge des wachsenden Antisemitismus emigrierte die Familie Altschüler im Juli 1935 nach Palästina. Um legal auswandern zu dürfen, musste Emil Altschüler eine Reichsfluchtsteuer zahlen. Für die Überführung des Hausstandes der Familie Altschüler von Frankfurt am Main nach Palästina entstanden zudem Verpackungs- und Transportkosten in Höhe von 11.800 RM. Die Abwicklung der erforderlichen finanziellen Transaktionen erfolgte durch das Frankfurter Bankhaus Lincoln Menny Oppenheimer. Um liquide Mittel zu erhalten, musste Emil Altschüler sein Haus in der Guiollettstraße 55 für 27.000 RM sowie Wertpapiere aus dem Familienbesitz verkaufen.
Ab Mitte 1935 leitete Emil Altschüler die chirurgische Abteilung des Hospitals Biqqur Cholim, Rechov Natan Strauss, Jerusalem. In seiner Zeit als Chefarzt in Jerusalem publizierte er Fachartikel u. a. in „The Lancet“, einer der weltweit angesehensten medizinischen Fachzeitschriften. Emil Altschüler starb 1942 in Haifa.

## Familie
Emil Altschüler war das zweite Kind Jakob Altschülers (* 15. August 1842 in Speyer; ✡ 12. Februar 1918 ebd.) und seiner Frau Judith, geborene Mai (* 15. Juni 1856 in Herschberg; ✡ 17. Mai 1905 in Speyer). Emil Altschülers Vater Jakob betrieb ein Lebensmittelgeschäft in der Dudenhofer Straße in Speyer und war ab dem Jahr 1913 Vorsteher der Israelitischen Kultusgemeinde Speyer. Emil Altschüler hatte drei Brüder: Otto Isaak Altschüler (* 6. April 1878 in Speyer; ✡ 17. Oktober 1918 in St. Gallen, Schweiz), Eugen Altschüler (* 4. Mai 1881 in Speyer; Emigration im Juli 1937; ✡ 1949 in Chicago, Cook County, Illinois) und Karl Altschüler (* 11. Oktober 1883 in Speyer).
Emil Altschüler heiratete am 1909 Lilly Gertrud Schnurmann (* 14. November 1885 in Frankfurt am Main, ✡ 8. Mai 1967 in Chiswick). Als Witwe wurde Lilly Gertrud Altschüler 1950 britische Staatsbürgerin und lebte zunächst im Ruislip-Northwood Urban District und später in Chiswick. Das Ehepaar Altschüler hatte zwei Töchter. Die ältere Tochter Liesel Altschüler heiratete am 27. Juni 1935 Siegfried Isidor Heinsheimer (* 20. Mai 1903 in Eppingen, ✡ 24. Juni 1980). Die jüngere Tochter Grete Sophie Altschüler erkrankte im Kindesalter schwer und starb 1943 in Palästina.

## Veröffentlichungen
- Inaugural-Dissertation der medizinischen Fakultät der Kaiser-Wilhelms-Universität Straßburg zur Erlangung der Doktorwürde: Die Conservierung des Hackfleisches mit (neutralem) schwefligsaurem Natrium und einige Bemerkungen über die Beurteilung des Zustandes von Hackfleisch. Verlag J. Singer, Straßburg, Berlin 1902.
- Tuberculous Thrombophlebitis of the Lower Extremity. In: The Lancet, Volume 227, Issue 5878, 25. April 1936, S. 948–949.(Google Books)
- A Diagnostic Sign for Retrocal Appendicitis. In: The Lancet, Volume 231, Issue 5981, 16. April 1938, S. 891–892.[16]
- Lumbar Thrombophlebitis: A Complication of Retrocal Appendicitis and other Pelvic Inflammations. In: The Lancet, Volume 232, Issue 6004, 24. September 1938, S. 726–727.